# Peribaea tibialis
Peribaea tibialis is een vliegensoort uit de familie van de sluipvliegen (Tachinidae). De wetenschappelijke naam van de soort is voor het eerst geldig gepubliceerd in 1851 door Robineau-Desvoidy.